# نانسي ستافورد
نانسي ستافورد (بالإنجليزية: Nancy Stafford)‏ هي ممثلة أمريكية، ولدت في 5 يونيو 1954 في الولايات المتحدة.

## أعمال

### مسلسلات
- ماتلوك

## وصلات خارجية
- نانسي ستافورد على موقع IMDb (الإنجليزية)
- نانسي ستافورد على موقع إن إن دي بي (الإنجليزية)
- نانسي ستافورد على موقع قاعدة بيانات الفيلم (الإنجليزية)